# Cycloarténol synthase
Une cycloarténol synthase est une isomérase qui catalyse la réaction :
(3S)-2,3-époxy-2,3-dihydrosqualène  {\displaystyle \rightleftharpoons }  cycloarténol.
Cette enzyme, présente chez les plantes où elle intervient dans la biosynthèse des phytostérols, appartient au groupe des oxydosqualène cyclases, au même titre que les lanostérol synthases. Présente également chez des procaryotes, elle est susceptible de se changer en lanostérol synthase sous l'effet d'une mutation affectant certains résidus d'acides aminés de son site actif,.